# Pozitiv (obraz)

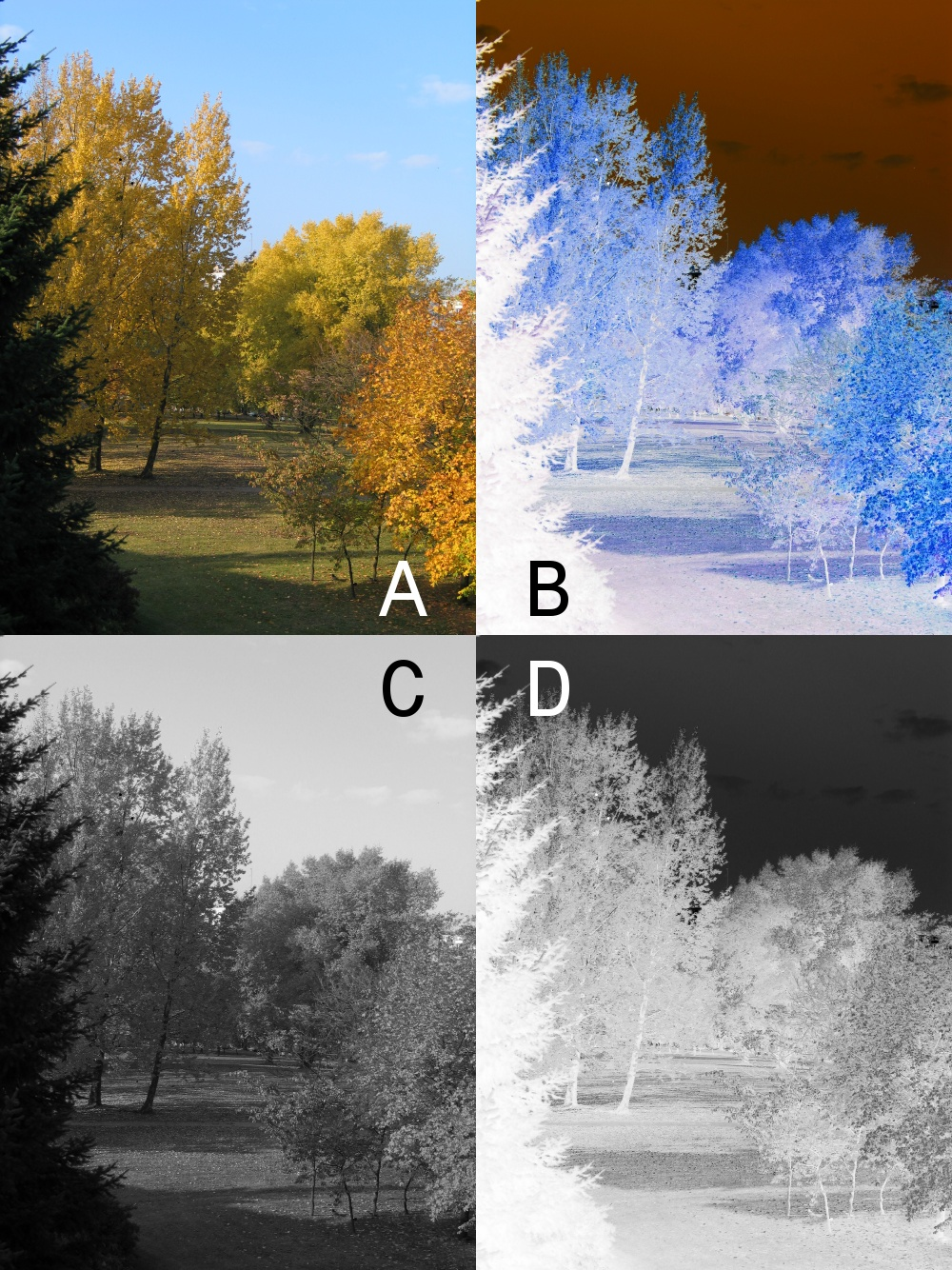
Barevný pozitivní obraz (A) a negativ (B), černobílý pozitiv (C) a jeho negativ (D)

Pozitiv (obraz) je zpravidla konečný produkt fotografie nebo kinematografie získaný prostřednictvím fotografického filmu.

## Postup
Proces zhotovení pozitivního obrazu zahrnuje v zásadě dva kroky:
1. Osvětlení filmu a vyvolání výsledného negativního obrazu (negativní proces).
2. Osvětlení fotografického papíru nebo fotografického filmu přes negativ a vyvolání pozitivu (pozitivní proces).

Pozitiv pak zobrazuje barvy a odstíny šedé odpovídající tonalitě motivu snímku. Z jednoho negativu lze zhotovit libovolné množství pozitivů.

## Historie
První negativ na skleněnou desku (a z něj posléze i pozitiv) pořídil v roce 1839 vynálezce John Herschel. Byl také první, kdo použil pojmy negativ a pozitiv a snímek. 